# Julio Alcorsé
Julio Alcorsé (Santa Fe, Argentina, 17 de septiembre de 1981) es un exfutbolista argentino.

## Trayectoria

### 1995
Comenzó su carrera en 1995 Sportivo Guadalupe de Santa Fe que milita en la Liga Santafesina de Fútbol.

### 1998
En 1998 viajó hacia Italia para unirse al ACD Virtus Entella donde jugó 15 partidos e hizo 9 goles.

### 2000
Al igual que Juan Manuel Aróstegui y Esteban Herrera, alguna vez catalogado como el sucesor natural de Martín Palermo.
Después volvió a la Argentina y jugó en Boca Juniors, arrancó en Reserva (le hizo 5 goles en un partido a Lanús) y disputó 1 partido en Primera, fue el 10 de octubre de 2000 ante Chacarita Juniors en una derrota por 2 a 1.

### 2001
En 2001 fue cedido al FC Luzern de Suiza donde disputó 15 encuentros y convirtió 7 goles.

### 2002
En el verano de 2002 volvió a Boca para pasar a préstamo a Club Atlético Almirante Brown en 2002 donde jugó 7 partidos y no hizo goles.

### 2003
Luego fue a Deportivo Morón en 2003 donde jugó 8 partidos e hizo un gol.

### 2004
En 2004 retornó al FC Luzern para ir y jugar seis meses en Unión La Calera del ascenso chileno donde jugó 7 partidos e hizo 2 goles.

### 2005
En 2005 se unió a Sportivo Belgrano de San Francisco y estuvo ahí hasta el 2006, jugó 16 partidos e hizo 12 goles.

### 2007
En 2007 fichó por el Club Deportivo Roca donde jugó 4 partidos e hizo 3 goles. Ese mismo año emigró hacia Malta para jugar en la Premier League de Malta con el Hibernians FC donde jugó 13 partidos y marcó 2 goles.

### 2008
Luego en 2008 fue a préstamo al Marsaxlokk FC donde en sus primeros 14 partidos marcó 10 goles, y en los otros 20 marcó 17.

### 2009
A mediados del 2009 firma en Guaraní de Paraguay.

### 2010
En 2010 regresa a Malta para fichar en el Sliema Wanderers

## Clubes
| Club                          | País      | Año       |
| ----------------------------- | --------- | --------- |
| Sportivo Guadalupe            | Argentina | 1995-1998 |
| ACD Virtus Entella            | Italia    | 1998-1999 |
| Boca Juniors                  | Argentina | 2000-2001 |
| FC Luzern                     | Suiza     | 2001-2002 |
| Club Atlético Almirante Brown | Argentina | 2002-2003 |
| Deportivo Morón               | Argentina | 2003-2004 |
| Unión La Calera               | Chile     | 2004      |
| Sportivo Belgrano             | Argentina | 2005-2006 |
| Club Deportivo Roca           | Argentina | 2007      |
| Hibernians FC                 | Malta     | 2007      |
| Marsaxlokk FC                 | Malta     | 2008-2009 |
| Club Guaraní                  | Paraguay  | 2009      |
| Sliema Wanderers              | Malta     | 2010      |
| Marsaxlokk FC                 | Malta     | 2010-2011 |